# マッティア・スプロカティ
マッティア・スプロカティ（Mattia Sprocati、1993年4月28日 - ）はイタリアのサッカー選手。ポジションはMF。FCズュートティロール所属。

## 経歴
2012年1月、パルマFCに加入した。2014年7月10日、FCクロトーネに期限付き移籍。
2018年6月29日、SSラツィオと5年契約を結んだ。
2018年8月17日、パルマ・カルチョ1913に期限付き移籍した。シーズン終了後、完全移籍となった。
2022年7月4日、FCズュートティロールに移籍した。